# 詹姆斯·亨特
詹姆斯·亨特（英語：James Simon Wallis Hunt，1947年8月29日—1993年6月15日），英國賽車手，一屆一级方程式世界车手冠军。退役後擔任英國廣播公司體育節目評述員，專責一級方程式直播評述。

## 賽車生涯

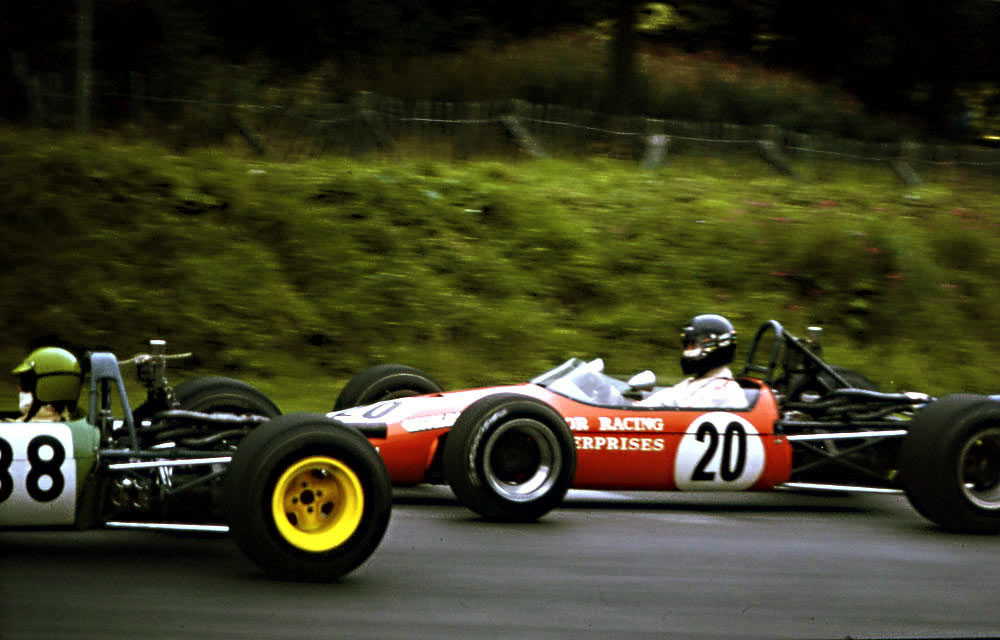
1969年亨特參加F3賽事。

1976年，詹姆斯·亨特與法拉利車隊車手尼基·勞達爭奪世界冠軍。勞達在纽伯林赛道撞車重傷，神父也已經向他進行了告別儀式。不過他卻可以康復，並且在意大利大獎賽回歸賽事。兩人的鬥爭直到最後一站日本大獎賽才能夠分出高下。尼基-勞達因為認為在滂沱大雨下作賽太危險，只比賽了一圈便退出。結果詹姆斯·亨特獲得了第三名和4分積分，剛好以1分之差壓倒勞達成為世界冠軍車手。

## 逝世
在1993年6月15日，詹姆斯·亨特在其位於溫布頓的家中因為心臟病發而死亡，享年45歲。逝世兩天前他才騎單車前往英國廣播公司的電視中心擔當加拿大大獎賽的賽事解說。

## 電影
電影《決戰終點線》中，由澳洲演員克里斯·漢斯沃飾演詹姆斯·亨特。

## 外部連結
- F1世界冠军之詹姆斯-亨特 最狂荡不羁的赛车手 （页面存档备份，存于） 搜狐体育